# Campbellanka
Campbellanka är en korsning mellan rouenanka och löpand, framavlad i Storbritannien och känd sedan 1901.
Campbellankan väger 2,0–2,5 kilogram och lägger upp till 300 ägg om året. Den finns i flera färgvarianter varav mörk (dark), khaki och vit är godkända.